# Jenny Wilhelms
Jenny Wilhelms es una cantante y compositora finlandesa, nació en 1974.

## Carrera
Estudió música clásica y folclórica en los países nórdicos. 
Es la cantante principal de la banda folk Gjallarhorn desde 1994. Más recientemente, según su biografía para su aparición en el festival de música vocal de Tampere 2011, "se especializa en fisiología vocal para cantantes no clásicos y enseña en privado, da clases magistrales y trabaja con coros y conjuntos".
Wilhelms se enfoca en la tradición vocal y el fiddle en Escandinavia, y ha estudiado varios estilos de música folclórica nórdica.
Estudió en el Malungs Folkhögskola (Dalarna, Suecia), el Konservatorium Mellersta Österbottens, (Karleby, Finlandia), la Academia Sibelius, (Helsinki, Finlandia), la Academia Grieg (Bergen, Noruega), la Academia Mundial de Música y Danza, (Irlanda), y el Conservatorio de Keski-Pohjanmaa, (Finlandia).
Ha arreglado y compuesto música folclórica para coros y conjuntos vocales. Con sus cuatro piezas, encargadas para el 55.º aniversario del Flora Female Choir en la Academia Åbo, ganó el primer premio en una competencia de arreglos del Coro Escandinavo en 1999.
Ha estudiado y enseñado las baladas medievales de Escandinavia, el runo-chanting finés, el rímur islandés, y el kulning de Suecia y Noruega entre otros. Todos estos elementos se pueden encontrar en la música de Gjallarhorn.

## Enlaces externos

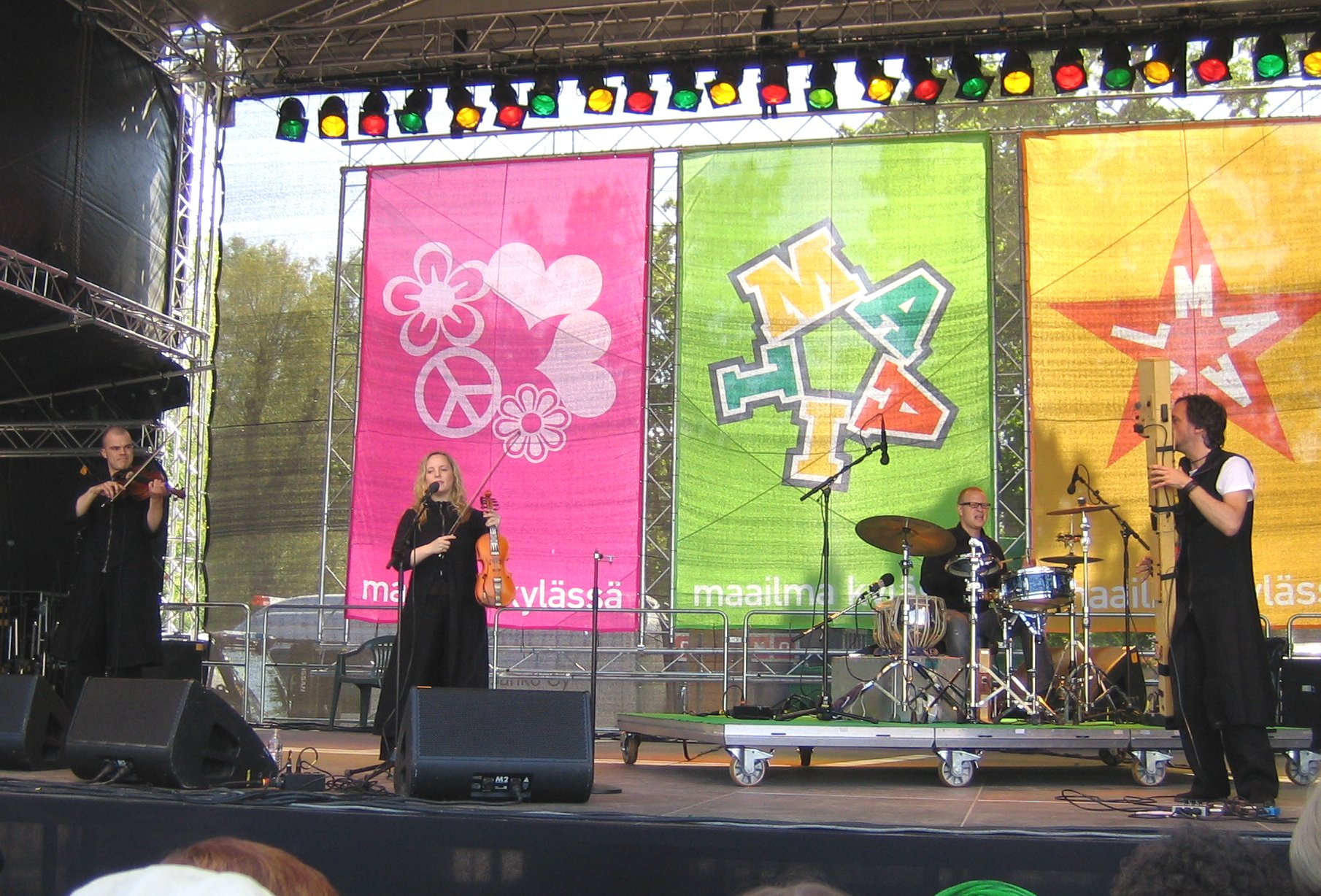
Jenny Wilhelms en un concierto de Gjallarhorn.

## Discografía
Con Gjallarhorn
- Ranarop (1997)
- Sjofn (2000)
- Grimborg (2003)
- Rimfaxe (2012)